# Oberneukirchen (Opper-Beieren)
Oberneukirchen is een plaats in de Duitse deelstaat Beieren, en maakt deel uit van het Landkreis Mühldorf am Inn.
Oberneukirchen telt 859 inwoners.
Het wapen van Oberneukirchen bevat een lintworm.
Ampfing ·
Aschau a.Inn ·
Buchbach ·
Egglkofen ·
Erharting ·
Gars a.Inn ·
Haag i.OB ·
Heldenstein ·
Jettenbach ·
Kirchdorf ·
Kraiburg a.Inn ·
Lohkirchen ·
Maitenbeth ·
Mettenheim ·
Mühldorf a.Inn ·
Neumarkt-Sankt Veit ·
Niederbergkirchen ·
Niedertaufkirchen ·
Oberbergkirchen ·
Oberneukirchen ·
Obertaufkirchen ·
Polling ·
Rattenkirchen ·
Rechtmehring ·
Reichertsheim ·
Schönberg ·
Schwindegg ·
Taufkirchen ·
Unterreit ·
Waldkraiburg ·
Zangberg